# Milano-Sanremo 1999
La Milano-Sanremo 1999, novantesima edizione della corsa e valida come evento di apertura della Coppa del mondo di ciclismo su strada 1999, fu disputata il 20 marzo 1999, per un percorso totale di 294 km. Fu vinta dal belga Andrei Tchmil, che terminò con il tempo di 6h52'37".
Partenza a Milano con 198 corridori di cui 169 portarono a termine il percorso.

## Squadre partecipanti
| N.      | Cod. | Squadra                               |
| ------- | ---- | ------------------------------------- |
| 1-8     | TEL  | Team Deutsche Telekom                 |
| 11-18   | BAN  | Banesto                               |
| 21-28   | CTA  | Cantina Tollo-Alexia Alluminio Italia |
| 31-38   | CSO  | Casino-Ag2r                           |
| 41-48   | COF  | Cofidis, le Crédit par Téléphone      |
| 51-58   | C.A  | Crédit Agricole                       |
| 61-68   | FES  | Festina-Lotus                         |
| 71-78   | KEL  | Kelme-Costa Blanca                    |
| 81-88   | FDJ  | La Française des Jeux                 |
| 91-98   | LAM  | Lampre-Daikin                         |
| 101-108 | LOT  | Lotto-Mobistar                        |
| 111-118 | MAP  | Mapei-Quick Step                      |
| 121-128 | MER  | Mercatone Uno-Bianchi                 |

| N.      | Cod. | Squadra                 |
| ------- | ---- | ----------------------- |
| 131-138 | ONC  | ONCE-Deutsche Bank      |
| 141-148 | RAB  | Rabobank                |
| 151-158 | RIS  | Riso Scotti-Vinavil     |
| 161-168 | SAE  | Saeco-Cannondale        |
| 171-178 | PLT  | Team Polti              |
| 181-188 | TVM  | TVM-Farm Frites         |
| 191-198 | USP  | US Postal Service       |
| 201-208 | VIN  | Vini Caldirola-Sidermec |
| 211-218 | VIT  | Vitalicio Seguros       |
| 221-226 | BAL  | Ballan-Alessio          |
| 231-236 | LIQ  | Liquigas                |
| 241-246 | MDN  | Mobilvetta-Northwave    |
| 251-256 | NAV  | Navigare-Gaerne         |

## Resoconto degli eventi
Dopo vari tentativi di fuga tutti ricuciti, si pensava a una volata finale quando, a 800 metri dal traguardo, scattò Tchmil che sorprese le squadre che stavano lanciando la volata. Tchmil tagliò il traguardo davanti a Zabel e Spruch che non riuscirono a rimontarlo.

## Ordine d'arrivo (Top 10)
| Pos. | Corridore         | Squadra        | Tempo    |
| ---- | ----------------- | -------------- | -------- |
| 1    | Andrei Tchmil     | Lotto-Mobistar | 6h52'37" |
| 2    | Erik Zabel        | Deutsche Tel.  | s.t.     |
| 3    | Zbigniew Spruch   | Lampre-Daikin  | s.t.     |
| 4    | Stefano Garzelli  | Mercatone Uno  | s.t.     |
| 5    | Lauri Aus         | Casino         | s.t.     |
| 6    | Léon van Bon      | Rabobank       | s.t.     |
| 7    | Peter van Petegem | TVM-Farm Fr.   | s.t.     |
| 8    | Jo Planckaert     | Lotto-Mobistar | s.t.     |
| 9    | George Hincapie   | US Postal      | s.t.     |
| 10   | Gabriele Balducci | Navigare       | s.t.     |